# Taylor & Francis

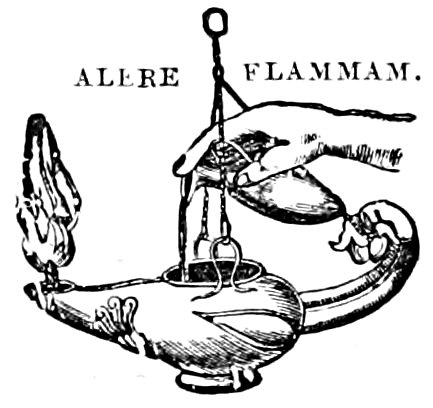
Logotip de l'editorial en l'edició del 1900 de la revista The Ibis

Taylor & Francis Group és una empresa britànica que publica llibres i revistes acadèmiques. És una divisió d'Informa plc, una companyia editorial i organitzadora professional de conferències amb seu al Regne Unit.

## Història
L'empresa fou fundada el 1852, quan William Francis s'uní a Richard Taylor en el seu negoci editorial. Taylor havia fundat la seva empresa el 1798. Els temes que cobria incloïen l'agricultura, la química, l'educació, l'enginyeria, la geografia, el dret, les matemàtiques, la medicina i les ciències socials.
El 2004 es fusionà amb Informa per crear una nova empresa anomenada T & F Informa, que des d'aleshores ha tornat al nom d'Informa. Taylor & Francis Group és el braç editorial acadèmic d'Informa.
Publica més de 1.000 revistes i més de 1.800 llibres nous a l'any, amb un catàleg de més de 20.000 títols. El grup té almenys nou oficines, al Regne Unit, Nova York, Boca Raton, Filadèlfia, Singapur, Sydney i Nova Delhi. Les revistes i llibres electrònics estan disponibles al lloc web de l'editorial des de juny del 2011. Abans s'oferien a través de la pàgina web Informaworld.
L'antic logotip de Taylor & Francis representa una mà afegint oli a una llàntia encesa, juntament amb la frase llatina alere flammam ('alimentar la flama'). El logotip actual és una llàntia estilitzada en un cercle.
El 2012, adquirí Focal Press a Elsevier.
El 2013, el consell editorial del Journal of Library Administration dimití en bloc per una disputa sobre els acords de llicència d'autor.

## Empreses adquirides
- A.A.Balkema (adquirida el 2003[5])
- A K Peters, Ltd. (adquirida el 2010)
- The Analytic Press (adquirida amb Lawrence Erlbaum and Associates el 2006)
- Arnold (adquirida el 2012[6])
- Bellwether Publishing (adquirida el 2013[7])
- BIOS Scientific Publishers (adquirida el 2003)
- Brunner-Mazel
- Brunner-Routledge (1998)
- Carfax (adquirida amb Routledge el 1998[8])
- Cavendish (adquirida el 2006[9])
- CRC Press
- Curzon (adquirida el 2001[8])
- David Fulton Press[10]
- Earthscan (adquirida el 2011)
- Europa Publications (adquirida el 1999)[11]
- Fitzroy Dearborn Publishers (adquirida el 2002)
- Focal Press
- Frank Cass (adquirida el 2003[12])
- Garland Science
- Gordon & Breach (adquirida el 2001[13])
- Harwood Academic (adquirida amb Gordon & Breach el 2001[8])
- Haworth Press (adquirida el 2007)
- Heldref Publications, excepte la revista World Affairs (adquirida en 2009)
- Landes Bioscience (juny del 2014).[14]
- Lawrence Erlbaum and Associates (adquirida el 2006)
- Manson Publishing (adquirida el 2014[15])
- Marcel Dekker (adquirida el 2003[16])
- Martin Dunitz (adquirida el 1999[8])
- M.E. Sharpe, Inc. (adquirida per Routledge el 2014)
- Parthenon Publishing (adquirida amb CRC Press el 2003[17])
- Psychology Press
- Resources for the Future (adquirida amb Earthscan el 2011)
- Routledge (adquirida el 1998)
- Spon Press (adquirida amb Routledge el 1998[8])
- Swets & Zeitlinger Publishers[5]
- Taylor Graham Journals (adquirida el 2003)[17]

### Publicacions abandonades
- Adam Hilger (adquirida el 2005 com a part de la divisió de llibres d'IOP Publishing)